# Erica nyassana
Erica nyassana är en ljungväxtart som först beskrevs av Alm och T.C.E. Fr., och fick sitt nu gällande namn av E.G.H. Oliver. Erica nyassana ingår i släktet klockljungssläktet, och familjen ljungväxter. Inga underarter finns listade i Catalogue of Life.